# Saclo
Saclo ist ein Arrondissement im Departement Zou im westafrikanischen Staat Benin. Es ist eine Verwaltungseinheit, die der Gerichtsbarkeit der Kommune Bohicon untersteht.

## Demografie und Verwaltung
Gemäß der Volkszählung 2013 des beninischen Statistikamtes INSAE hatte das Arrondissement 6086 Einwohner, davon waren 2969 männlich und 3117 weiblich.
Von den 66 Dörfern und Quartieren der Kommune Bohicon entfallen drei auf Saclo: Atchonmè, Saclo-Alikpa und Saclo-Sokon.